# گلوتامات (انتقال‌دهنده عصبی)
در علوم اعصاب، گلوتامات دیانیون (آنیون دو ظرفیتی) اسید گلوتامیک در نقش خود به عنوان یک انتقال دهنده عصبی است (ماده ای شیمیایی که سلول‌های عصبی برای ارسال سیگنال به سلول‌های دیگر استفاده می‌کنند). با یک حاشیه وسیع، فراوان‌ترین انتقال دهنده عصبی تحریکی در دستگاه عصبی مهره‌داران است. این توسط هر عملکرد تحریکی اصلی در مغز مهره‌داران استفاده می‌شود و در مجموع بیش از ۹۰٪ از اتصالات سیناپسی در مغز انسان را تشکیل می‌دهد. همچنین به عنوان انتقال دهنده عصبی اولیه برای برخی از مناطق موضعی مغز مانند سلول‌های گرانول مخچه عمل می‌کند.
گیرنده‌های بیوشیمیایی برای گلوتامات به سه دسته اصلی تقسیم می‌شوند که به عنوان گیرنده‌های ای ام پی ای، گیرنده‌های ان ام دی ای و گیرنده‌های متابوتروپیک گلوتامات شناخته می‌شوند. دسته چهارم، به نام گیرنده‌های کاینات، از بسیاری جهات شبیه گیرنده‌های ای ام پی ای هستند، اما فراوانی بسیار کمتری دارند. بسیاری از سیناپس‌ها از انواع مختلفی از گیرنده‌های گلوتامات استفاده می‌کنند. دریافت کننده‌های ای ام پی ای کانال یونی وابسته به لیگاند هستند که برای تحریک سریع تخصص دارند: در بسیاری از سیناپس‌ها پس از تحریک کسری از میلی‌ثانیه پاسخ‌های الکتریکی تحریک‌کننده را در اهداف خود ایجاد می‌کنند. دریافت کننده‌های ان ام دی ای نیز یونوتروپیک هستند، اما با دریافت کننده‌های ای ام پی ای در نفوذپذیری در هنگام فعال شدن به کلسیم متفاوت هستند. خواص آنها باعث می‌شود که آنها برای یادگیری و حافظه اهمیت ویژه ای داشته باشند. گیرنده‌های متابوتروپیک از طریق سیستم‌های پیام رسان دوم برای ایجاد اثرهای آهسته و پایدار بر روی اهداف خود عمل می‌کنند.
گلوتامات به دلیل نقشی که در انعطاف‌پذیری سیناپسی دارد، در عملکردهای شناختی مانند یادگیری و حافظه در مغز نقش دارد. شکل پلاستیسیته شناخته شده به عنوان تقویت طولانی مدت در سیناپس‌های گلوتاماترژیک در هیپوکامپ، نئوکورتکس و سایر قسمت‌های مغز رخ می‌دهد. گلوتامات نه تنها به عنوان یک فرستنده نقطه به نقطه، بلکه از طریق تداخل سیناپسی سرریز بین سیناپس‌ها که در آن مجموع گلوتامات آزاد شده از سیناپس همسایه، سیگنال‌های فراسیناپسی/ تلفیق عصبی ایجاد می‌کند، کار می‌کند. علاوه بر این، گلوتامات نقش مهمی در تنظیم مخروط‌های رشد و سیناپتوژنز در طول رشد مغز ایفا می‌کند.

## بیوسنتز
گلوتامات یکی از اجزای اصلی طیف گسترده‌ای از پروتئین‌ها است. در نتیجه یکی از فراوان‌ترین اسیدهای آمینه در بدن انسان است. گلوتامات به شکل رسمی به عنوان یک اسید آمینه غیر ضروری طبقه‌بندی می‌شود، زیرا می‌توان آن را (به مقدار کافی برای سلامتی) از آلفا-کتوگلوتاریک اسید که به عنوان بخشی از چرخه اسید سیتریک توسط مجموعه ای از واکنش‌ها تولید می‌شود سنتز کرد که نقطه شروع آن سیتریک اسید است. . گلوتامات بدون کمک نمی‌تواند از سد خونی مغزی عبور کند، اما به شکل فعال توسط یک سیستم انتقال میل ترکیبی بالا به خارج از دستگاه عصبی منتقل می‌شود، که غلظت آن را در مایعات مغزی در سطح نسبتاً ثابتی حفظ می‌کند.
گلوتامات در دستگاه عصبی مرکزی از گلوتامین به عنوان بخشی از چرخه گلوتامات-گلوتامین توسط آنزیم گلوتامیناز سنتز می‌شود. این می‌تواند در نورون پیش سیناپسی یا در سلول‌های گلیال مجاور رخ دهد.
گلوتامات خود به عنوان پیش ساز متابولیک برای انتقال دهنده عصبی جی ای بی ای از طریق عمل آنزیم گلوتامات دکربوکسیلاز عمل می‌کند.

## اثرهای سلولی
گلوتامات اثرهای خود را با اتصال به گیرنده‌های سطح سلول و فعال کردن آنها اعمال می‌کند. در پستانداران، چهار خانواده از دریافت کننده‌های گلوتامات شناسایی شده‌اند که به‌عنوان دریافت کننده‌های ای ام پی ای، دریافت کننده‌های کاینات، دریافت کننده‌های ان ام دی ای و گیرنده ی گلوتاماتی متابوتروپیک شناخته می‌شوند. سه خانواده اول یونوتروپیک هستند، به این معنی که وقتی فعال می‌شوند کانال‌های غشایی را باز می‌کنند که به یون‌ها اجازه عبور می‌دهد. خانواده متابوتروپیک گیرنده جفت‌شونده با پروتئین جی هستند، به این معنی که اثرهای خود را از طریق یک سیستم پیچیده پیام رسان دوم اعمال می‌کنند.
| خانواده              | تایپ کنید               | سازوکار                                                        |
| -------------------- | ----------------------- | -------------------------------------------------------------- |
| ای ام پی ای          | یونوتروپیک              | افزایش نفوذپذیری غشا برای سدیم و پتاسیم                        |
| کاینات               | یونوتروپیک              | افزایش نفوذپذیری غشا برای سدیم و پتاسیم                        |
| ان ام دی ای          | یونوتروپیک، دریچه ولتاژ | افزایش نفوذپذیری غشاء برای کلسیم                               |
| گروه متابوتروپیک من  | G q -کوپل شده           | با فعال کردن فسفولیپاز C, IP3 و دی آسیل گلیسرول را افزایش دهید |
| گروه متابوتروپیک II  | G i /G 0 -کوپل شده      | با مهار آدنیلات سیکلاز، سطوح داخل سلولی cAMP را کاهش دهید      |
| گروه متابوتروپیک III | G i /G 0 -کوپل شده      | با مهار آدنیلات سیکلاز، سطوح داخل سلولی cAMP را کاهش دهید      |

## بیماری‌ها، ناتوانی‌ها و فارماکولوژی
ناقل گلوتامات، EAAT و VGLUT، در غشاهای عصبی و گلیال یافت می‌شوند. آنها به سرعت گلوتامات را از فضای خارج سلولی حذف می‌کنند. در آسیب مغزی یا بیماری، آنها اغلب معکوس عمل می‌کنند و گلوتامات اضافی می‌تواند در خارج از سلول‌ها جمع شود. این فرایند باعث می‌شود یون‌های کلسیم از طریق کانال‌های گیرنده ان ام دی ای وارد سلول‌ها شوند که منجر به آسیب عصبی و در نهایت مرگ سلولی می‌شود و سمیت تحریکی نامیده می‌شود. مکانیسم‌های آپوپتوز عبارتند از:
- غلظت Ca 2 + عملکردهای مختلف میتوکندری را تنظیم می‌کند و با افزایش غیرقابل کنترل، غلظت بیش از حد بالای Ca 2 + داخل سلولی می‌تواند به میتوکندری آسیب برساند.[۶]
- غلظت Ca 2+ غلظت نیتریک اکسید داخل سلولی (NO) را افزایش می‌دهد. مولکول‌های بیش از حد NO رادیکال‌های آزاد را تشکیل می‌دهند و در نتیجه استرس اکسیداتیو سلول را افزایش می‌دهند.[۷]
- گلوتامات یا Ca2 + باعث ارتقای فاکتورهای رونویسی برای ژن‌های پرواپوپتوز یا کاهش عوامل رونویسی برای ژن‌های ضد آپوپتوز می‌شود؛ بنابراین اثر خالص افزایش غلظت Glu/Ca2 + آپوپتوز سلولی است.[۸]

سمیت تحریکی ناشی از آزادسازی بیش از حد گلوتامات و اختلال در جذب به عنوان بخشی از آبشار ایسکمیک رخ می‌دهد و با سکته مغزی، اوتیسم، برخی از اشکال ناتوانی ذهنی، و بیماری‌هایی مانند اسکلروز جانبی آمیوتروفیک، لثیریسم و بیماری آلزایمر همراه است. در مقابل، کاهش انتشار گلوتامات در شرایط فنیل کتونوری کلاسیک مشاهده می‌شود که منجر به اختلال رشد بیان گیرنده گلوتامات می‌شود.
اسید گلوتامیک در حمله صرع نقش دارد. تزریق ریز گلوتامیک اسید به سلول‌های عصبی، دپلاریزاسیون‌های خود به خودی را در حدود یک ثانیه از هم ایجاد می‌کند، و این الگوی شلیک شبیه به چیزی است که به عنوان تغییر دپلاریزاسیون حمله‌ای در حملات صرع شناخته می‌شود. این تغییر در پتانسیل غشای استراحت در کانون‌های تشنج می‌تواند باعث باز شدن خود به خود کانال‌های کلسیم فعال شده با ولتاژ شود که منجر به آزاد شدن اسید گلوتامیک و دپلاریزاسیون بیشتر می‌شود.

## زیست‌شناسی و تکامل تطبیقی
گلوتامات به عنوان یک انتقال دهنده عصبی در هر نوع حیوانی که دارای دستگاه عصبی است، عمل می‌کند، از جمله شانه‌دارتباران (ژله شانه)، که در مراحل اولیه تکامل از سایر فیلاها منشعب می‌شود و فاقد سایر انتقال دهنده‌های عصبی موجود در همه جا در حیوانات، از جمله سروتونین و استیل کولین است. در عوض، ctenophoreها دارای انواع متفاوتی از گیرنده‌های گلوتامات یونوتروپیک هستند، به شکلی که فعال شدن این گیرنده‌ها ممکن است باعث انقباض عضلانی و سایر پاسخ‌ها شود.
اسفنج‌ها دستگاه عصبی ندارند، اما از گلوتامات برای سیگنال دهی سلول به سلول نیز استفاده می‌کنند. اسفنج‌ها دارای دریافت کننده‌های متابوتروپیک گلوتامات هستند و استفاده از گلوتامات روی اسفنج می‌تواند پاسخ کل بدن را ایجاد کند که اسفنج‌ها از آن برای خلاص شدن از شر آلاینده‌ها استفاده می‌کنند. ژنوم تریکوپلاکس، یک ارگانیسم ابتدایی که فاقد دستگاه عصبی نیز می‌باشد، حاوی گیرنده‌های متابوتروپیک گلوتامات متعددی است، اما عملکرد آنها هنوز مشخص نیست.
در بندپایان و نماتدها، گلوتامات کانال‌های کلرید دردار گلوتامات را تحریک می‌کند. زیر واحدهای بتا گیرنده با میل ترکیبی بسیار بالایی به گلوتامات و گلیسین پاسخ می‌دهند. هدف قرار دادن این گیرنده‌ها هدف درمانی کرم‌زدا درمانی با استفاده از اورمکتین‌ها بوده‌است. اورمکتین‌ها زیرواحد آلفای کانال‌های کلریدی دردار با گلوتامات را با میل ترکیبی بالا هدف قرار می‌دهند. این گیرنده‌ها در بندپایان مانند مگس سرکه و Lepeophtheirus salmonis نیز توصیف شده‌اند. فعال شدن غیرقابل برگشت این گیرنده‌ها با اورمکتین‌ها منجر به هایپرپلاریزه شدن در سیناپس‌ها و اتصالات عصبی عضلانی می‌شود که منجر به فلج شل و مرگ نماتدها و بندپایان می‌شود.

## تاریخچه
وجود گلوتامات در هر قسمت از بدن به عنوان بلوک ساختمانی برای پروتئین، تشخیص نقش ویژه آن در دستگاه عصبی را دشوار کرد: عملکرد آن به عنوان یک انتقال دهنده عصبی تا دهه ۱۹۷۰ به شکل کلی پذیرفته نشد، دهه‌ها پس از شناسایی استیل کولین، نوراپی نفرین. و سروتونین به عنوان انتقال دهنده‌های عصبی. اولین پیشنهاد مبنی بر اینکه گلوتامات ممکن است به عنوان یک انتقال دهنده عمل کند، از T. Hayashi در سال ۱۹۵۲ بود، که انگیزه او این بود که تزریق گلوتامات به بطن‌های مغزی سگ‌ها می‌تواند باعث تشنج آنها شود. پشتیبانی دیگری برای این ایده به زودی ظاهر شد، اما اکثر فیزیولوژیست‌ها به دلایل مختلف نظری و تجربی شک داشتند. یکی از رایج‌ترین دلایل شک و تردید جهانی بودن اثرهای تحریکی گلوتامات در دستگاه عصبی مرکزی بود که با ویژگی مورد انتظار از یک انتقال دهنده عصبی ناسازگار به نظر می‌رسید. دلایل دیگر برای شک و تردید عبارتند از فقدان آنتاگونیست‌های شناخته شده و عدم وجود مکانیسم شناخته شده برای غیرفعال سازی. مجموعه ای از اکتشافات در طول دهه ۱۹۷۰ بسیاری از این تردیدها را برطرف کرد و تا سال ۱۹۸۰ ماهیت قانع کننده این شواهد تقریباً به شکل جهانی شناخته شد.